# Thermorthemis comorensis
Thermorthemis comorensis är en trollsländeart som beskrevs av Fraser 1958. Thermorthemis comorensis ingår i släktet Thermorthemis och familjen segeltrollsländor. Inga underarter finns listade i Catalogue of Life.